# Plan WARTA-00101
Plan Użycia Sił Zbrojnych RP WARTA-00101 - pochodzący z 2011 r. plan obrony terytorium Rzeczypospolitej Polskiej odtajniony w 2023 r.. Dokument został podpisany 30 czerwca 2011 roku przez ówczesnego Szefa Sztabu Generalnego Wojska Polskiego gen. Mieczysława Cieniucha, a następnie 11 lipca zatwierdzony przez szefa MON Bogdana Klicha. Plan zakładał w razie pełnoskalowego ataku ze wschodu obronę na linii rzeki Wisła.
1. ↑  Zarzuty dla byłego Dyrektora Wojskowego Biura Historycznego w związku z pomocnictwem w ujawnieniem fragmentów Planu Użycia Sił Zbrojnych Rzeczypospolitej Polskiej - Prokuratura Okręgowa w Warszawie - Portal Gov.pl [online], Prokuratura Okręgowa w Warszawie [dostęp 2025-08-19].
2. ↑  Grupa Wirtualna Polska, Brutalna prawda ws. obrony na Wiśle. "Potworny dylemat" [online], WP Wiadomości, 18 września 2023 [dostęp 2025-08-19].
3. ↑  Kolejni podejrzani w śledztwie dotyczącym ujawnienia fragmentów wojskowego planu obronnego Polski "Warta". - Prokuratura Okręgowa w Warszawie - Portal Gov.pl [online], Prokuratura Okręgowa w Warszawie [dostęp 2025-08-19].